# Valeyres-sous-Montagny
Valeyres-sous-Montagny ([vaˈlɛʁ su mõtaˈɲi], toponimo francese) è un comune svizzero di 692 abitanti del Canton Vaud, nel distretto del Jura-Nord vaudois.

## Storia

### Simboli
Lo stemma è stato adottato nel 1920. Gli smalti argento e azzurro provengono dallo scudo palato della famiglia de Grandson che deteneva la signoria sulla regione. La banda ondata rappresenta il corso d'acqua della Brinaz e il trifoglio la fertilità del suolo. La mano simbolizza gli ideali di lealtà, carità e lavoro.

## Società

### Evoluzione demografica
L'evoluzione demografica è riportata nella seguente tabella:
Abitanti censiti

## Infrastrutture e trasporti
Valeyres-sous-Montagny è servito dall'omonima stazione, sulla ferrovia Yverdon-Sainte-Croix.

## Amministrazione
Ogni famiglia originaria del luogo fa parte del cosiddetto comune patriziale e ha la responsabilità della manutenzione di ogni bene ricadente all'interno dei confini del comune.